# Vulpia ligustica
Vulpia ligustica là một loài thực vật có hoa trong họ Hòa thảo. Loài này được (All.) Link miêu tả khoa học đầu tiên năm 1827.